# Missmatch
MissMatch är en svensk duo som medverkade i Melodifestivalen 2007. Gruppen består av Emma Göransson och Carin Ekroth. Gruppen har ett nära samarbete med Cocktail Studios, som skrivit och producerat merparten av gruppens material. MissMatch har tidigare synts som körsångerskor bakom bland andra September, Pernilla Wahlgren och Charlotte Perrelli.
Man deltog med bidraget Drop dead (Hawk Records/Universal), skrivet av Woody/Woody/Boström/Persson/Grauers. Producerad av Figge Boström och Cocktail studios.
Den 19 mars släpptes debutalbumet "Just Push Play", och fick blandade recensioner. Under september 2007 släpps den andra singeln "Breathe In/Breathe Out" (Hawk Records/Universal)
Enligt intervju i Nacka Värmdö Posten började MissMatch sin sångkarriär på Henriksdalsberget i Nacka, där de ursprungligen bodde.